# Estación de Richard-Lenoir
La  estación de Richard-Lenoir es una estación del metro de París situada en el XI Distrito de la ciudad. Pertenece a la línea 5.

## Historia
La llegada de la línea 5, el 17 de diciembre de 1906, supuso la apertura de la estación. 
La estación debe su nombre al industrial francés François Richard-Lenoir (1765-1839).

## Descripción
Se compone de dos andenes laterales de 75 metros de longitud y de dos vías. Construida a escasa profundidad la estación dispone de un techo metálico compuesto por tramos semicirculares sujetado por varias vigas de acero pintadas de color verde. Las paredes verticales, por su parte, están revestidas con un azulejo blanco plano. 
La iluminación es de estilo Motte y se realiza con lámparas resguardadas en estructuras rectangulares de color verde que sobrevuelan la totalidad de los andenes no muy lejos de las vías.
La señalización usa la moderna tipografía Parisine donde el nombre de la estación aparece en letras blancas sobre un panel metálico de color azul. Por último, los asientos de la estación son de color verde, individualizados y de también de tipo Motte.

## Accesos
La estación dispone de dos accesos, el primero está catalogado como Monumento Histórico al haber sido realizado por Hector Guimard.
- Acceso 1: a la altura del n.º 65 del bulevar Richard-Lenoir.
- Acceso 2: calle Gaby Sylvia. Reabierto en el año 2007.